# Democratici Uniti
I Democratici Uniti (Ενωμένοι Δημοκράτες) sono un partito politico di orientamento liberale fondato a Cipro nel 1993.

## Storia
Alle elezioni presidenziali del 2013 ha sostenuto la candidatura di Praxoula Antoniadou, che ha ottenuto lo 0,6% dei voti piazzandosi al quinto posto dopo i candidati del DISY, dell'AKEL, del EDEK e dell'ELIM.

## Leader
- George Vasiliou (1996 - 2005)
- Michalis Papapetrou (2005 - 2007)
- Praxoula Antoniadou (2007 - in carica)

## Risultati elettorali
| Elezione          | Voti   | % | Seggi  |
| ----------------- | ------ | - | ------ |
| Parlamentari 1996 | 13.623 |   | 2 / 56 |
| Parlamentari 2001 | 10.635 |   | 1 / 56 |
| Europee 2004      | 6.534  |   | 0 / 6  |
| Parlamentari 2006 | 6.567  |   | 0 / 59 |